# Diathoneura mephistocephala
Diathoneura mephistocephala är en tvåvingeart som beskrevs av Nguyen 2003. Diathoneura mephistocephala ingår i släktet Diathoneura och familjen daggflugor.
Artens utbredningsområde är Costa Rica. Inga underarter finns listade i Catalogue of Life.